# 兴仁乡 (绵阳市)
兴仁乡，是中华人民共和国四川省绵阳市安州区曾经下辖的一个乡。2019年12月，撤销兴仁乡，将其所属行政区域划归花荄镇管辖。

## 行政区划
兴仁乡撤销前下辖以下地区：
仁和社区、五郎村、长沟村、金龙村、上游村、石庙村和茶园村。